# Nicolas de Locques
Nicolas de Locques (fl. XVII secolo) è stato un medico, chimico e alchimista francese.
Fu il "medico spagirico" di Luigi XIV di Francia, secondo quanto scrive l'autore stesso in alcuni incipit delle sue opere.
Tale dicitura è presente, tra l'altro, in Les rudiments de la Philosophie Naturelle, che è dedicato al Re di Francia.
Tuttavia la Apologie aux Professeurs de la Medicine, in apertura agli Elèmens philosophiques, sembra indicare che egli non godesse del riconoscimento ufficiale da parte degli altri medici.
Il libro primo di Les Rudimens contiene dei sonetti a lui dedicati da F. de Vidal (Aduocat en Parlement), Comnène de la Roque (Aduocat en Parlement) e G. Chevalier (Medecin ordinaire du Roy). 

## Opere
- Propositions touchant la physique résolutive (Jacques Le Gentil, Paris 1661; Geoffroy Marcher[1], 1665).[2]
- Les Vertus magnétiques du sang, de son usage interne et externe pour la guarison des maladies (Jacques Le Gentil, Paris 1664).[3]
- Les rudiments de la Philosophie Naturelle touchant le système du corps mixte (Geoffroy Marcher[1], Paris 1665-68) (Nicolas Bonnart[4], 16..).[5]
- Elèmens philosophiques des arcanes et du dissolvent général (Geoffroy Marcher[1], Paris 1668).[6]
- Oeuvre posthume trouvée après la mort de Delocques (Opera postuma ritrovata dopo la morte di Delocques) (Paris 1746).[7]